# Anglards-de-Salers

Anglards-de-Salers este o comună în departamentul Cantal, Franța. În 1 ianuarie 2022 avea o populație de 724 de locuitori.